# James McBain
James McBain (* 22. Juni 1978 in Glasgow) ist ein schottischer Snookerspieler. Zwischen 1998 und 2011 war er 6 Jahre als Profi auf der Snooker Main Tour aktiv.

## Karriere
James McBain machte als Amateur erstmals auf sich aufmerksam, als er mit 18 Jahren das Finale der schottischen Meisterschaft erreichte. Im Jahr darauf stand er bei der U21-Weltmeisterschaft im Viertelfinale. Darüber hinaus nahm er erfolglos an der UK Tour und der Vorqualifikation der Snookerweltmeisterschaft teil. Bei der ebenfalls für Amateure offenen Benson & Hedges Championship erreichte er die fünfte Runde und besiegte immerhin den Ex-Profi Nigel Gilbert. Bei der WM 1999 kam er dann sogar bis in die Best-of-19-Phase, Lee Spick war einer der Spieler, die er besiegte. Dafür bekam er auch seine erste Weltranglistenplatzierung. Auch in den folgenden Jahren nahm er an den Weltmeisterschaften teil, war aber nicht mehr so erfolgreich. Ab 2000 versuchte er außerdem, über die Challenge Tour einen festen Platz als Snookerprofi zu bekommen, aber meist schied er früh aus. 2000 und 2003 erreichte er jeweils ein Viertelfinale, 2003 gewann er auch seinen ersten Titel bei der schottischen Amateurmeisterschaft. Während der Challenge Tour 2004/05 gewann er eines der vier Turniere mit einem 6:3-Sieg im Finale gegen Mark Allen. Damit konnte er in der Saison 2005/06 erstmals bei allen Profiturnieren starten. Er verlor jedoch alle Auftaktpartien – manchmal nur knapp – und damit umgehend auch wieder seinen Profistatus.
In der kommenden Saison ersetzte die Pontin’s International Open Series (PIOS) die Challenge Tour und bei den acht Qualifikationsturnieren schnitt er sehr erfolgreich ab. Zweimal erreichte er das Halbfinale und im letzten Turnier erreichte er das Finale und gewann gegen Kurt Maflin mit 6:4. Hinter dem Norweger belegte er in der PIOS-Endabrechnung einen mit Lee Walker geteilten Platz 3 und kehrte auf die Profitour zurück. Beim Grand Prix 2007 gewann er seine ersten Partien unter anderem gegen Tom Ford und Andrew Higginson, verpasste aber trotzdem die Hauptrunde. Er gewann noch zwei weitere Matches, aber vor allem die Siege bei der Weltmeisterschaft 2008 über Kevin van Hove und Marcus Campbell sicherten ihm eine weitere Profisaison über die Einjahreswertung. 2008/09 gewann er bei den ersten drei Turnieren sein Auftaktspiel. Sein bestes Ergebnis erreichte er bei den China Open, wo er nach Siegen über Mark Davis und David Gilbert die Runde der letzten 48 erreichte und dort nur knapp mit 4:5 gegen Mark Williams verlor. Zwischenzeitlich stand er auf Platz 71 der Weltrangliste, nach zwei Jahren reichte es aber nicht für eine weitere Verlängerung seiner Profizugehörigkeit und er fiel ein weiteres Mal von der Tour.
2010 gewann er das schottische Qualifikationsturnier und damit die Main-Tour-Nominierung des schottischen Verbands für die 2010/11. Es war seine sechste und erfolgreichste Profisaison. Bei den World Open 2010 in seiner Heimatstadt Glasgow kam er bei einem Ranglistenturnier unter die Letzten 32. Dasselbe gelang ihm bei drei Kleinturnieren der Players Tour Championship. Dreimal kam er unter die Letzten 64, darunter auch zum zweiten Mal bei der Weltmeisterschaft. Zu den Spielern, die er in dieser Saison schlug gehörten Anthony Hamilton, Stuart Bingham und der inzwischen in die Top 16 aufgestiegene Mark Allen. Allerdings gab es in dieser Saison wieder mehr Turniere als zuvor und insgesamt brachten ihn die Erfolge nur auf Platz 75. Zwar versuchte er es anschließend noch einmal über die Q School, aber als er dort deutlich scheiterte, beendete er seine Profikarriere endgültig.
2012 gewann er nach 2003 und 2007 zum dritten Mal die schottische Amateurmeisterschaft. Anschließend trat er bei der EBSA-Europameisterschaft an und erreichte dort das Halbfinale.

## Erfolge
Ranglistenturniere:
- Runde der Letzten 32: World Open (2010)
- Runde der Letzten 48: China Open (2009)

Andere Profiturniere:
- Runde der Letzten 32: Players Tour Championship (2010: Event 3, Event 5, Event 6)

Qualifikationsturniere:
- Siege: Challenge Tour (2005 – Event 3), PIOS (2007 – Event 8)

Amateurturniere:
- Schottische Meisterschaft (2003, 2007, 2012)